# San Francisco Chronicle
De San Francisco Chronicle is een Amerikaans dagblad dat in San Francisco (Californië) gevestigd is. De krant werd in 1865 opgericht als The Daily Dramatic Chronicle door de tienerbroers Charles de Young en M.H. de Young. De krant groeide mee met het inwoneraantal van de stad en had in 1888 de grootste oplage aan de westkust van de Verenigde Staten. Tot voor kort was de SF Chronicle de grootste krant in Noord-Californië, maar door de overname van verschillende lokale kranten door de San Jose Mercury News, is de Chronicle nu de op een na grootste. De krant dient voornamelijk de San Francisco Bay Area, maar wordt over heel Noord-Californië verspreid. Aan het begin van de jaren 2000 heeft de krant grote verliezen geleden qua circulatie.
De online versie van de Chronicle heet SFGate. Naast de berichtgeving uit de reguliere krant, verschijnen er op de website ook blogs en podcasts. De website werd al in 1994 gelanceerd, waarmee de Chronicle een van de eerste grote kranten was met een nieuwssite.